# Zapis zbrodni

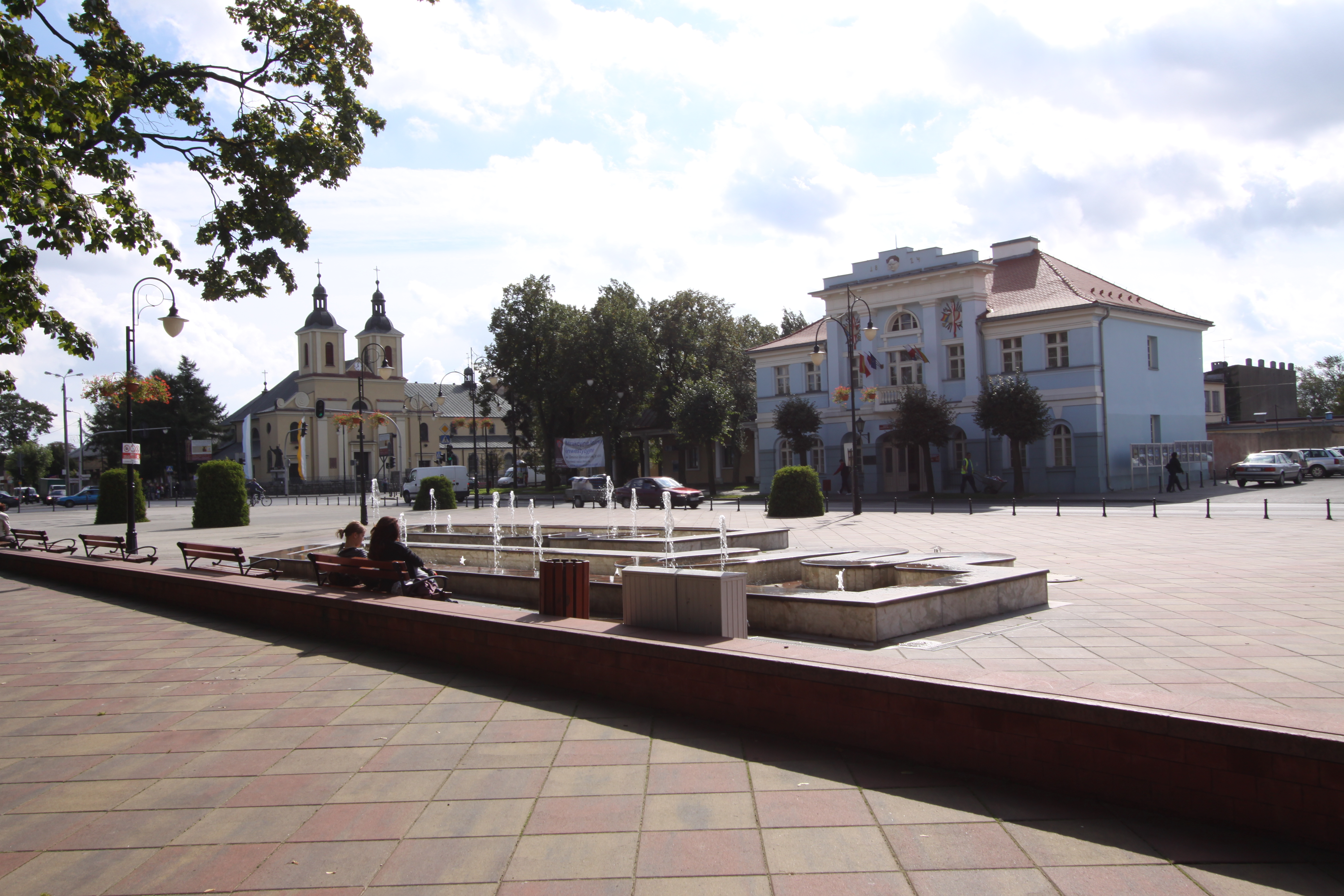
La plaça del mercat d'Aleksandrów Łódzki, on es van rodar algunes escenes

Zapis zbrodni (en polonès Records criminals) és una pel·lícula de ficció criminal polonesa de 1974, dirigida per Andrzej Trzos-Rastawiecki. La pel·lícula és una reconstrucció d'un crim autèntic comès el 1972 per Janusz Dębiński i Konstanty Feder, dos residents de Konstantynów Łódzki prop de Łódź. El cas d'assassinat també es va presentar en un dels episodis de la sèrie documental Paragraf 148 – Kara śmierci.
La pel·lícula es va rodar en localització a Aleksandrów Łódzki, Łódź (Piotrkowska Street, Plac Wolności) i Ozorków.

## Repartiment
- Mieczysław Hryniewicz – Kazek Reduski
- Wacław Radecki – Bogdan Wrona
- Jerzy Bończak – Zenek
- Ryszard Jabłoński – Stefan „Afro”
- Wojciech Górniak – Mietek
- Tomasz Neuman – Władek
- Zdzisław Jóźwiak – Jan Płoński, taxista assassinat
- Jerzy Szpunar - Franciszek Wiśniewski, fuster assassinat
- Henryk Gęsikowski - Rysiek, germà de Kazek
- Eugeniusz Wałaszek - El pare de Kazik
- Celina Maria Klimczak - La mare de Kazik
- Ryszard Dembiński - capità del MO que lidera el grup d'investigació
- Borys Marynowski - un home a ul. Piotrkowska
- Tadeusz Teodorczyk - gerent de la botiga RTV
- Leonard Andrzejewski - un policia que atura els assassins en un tren
- Zdzisław Szymborski – conductor del tren

## Trama
Dos joves ataquen i assassinen un taxista de Łódź, però el seu botí només és de 50 PLN. Després fan un altre atac al fuster del poble, assassinant-lo i robant-lo. Els persegueixen i els perseguits ràpidament es troben al final de les seves forces. Un està aturat i l'altre, esgotat físicament, es rendeix. La pel·lícula pren la forma d'un documental de ficció i pinta un ampli rerefons psicosocial del crim. Es va prestar especial atenció als motius sense sentit i immadurs dels delinqüents.

## Rwferències
1. ↑  Zapis zbrodni a filmweb.pl
2. ↑  Zapis zbrodni a Filmpolski.pl

## Linki zewnętrzne
- Zapis zbrodni a YouTube